# اصلان (شخصیت)
اصلان (به انگلیسی: Aslan) شخصیت اصلی یک سریال داستانی به نویسندگی کلایو استیپلز لوئیس به اسم نارنیا است. او شخصیت شیر سخنگو در رمان‌های شیر، کمد و جادوگر است؛ همچنین او تنها شخصیتی است که در همهٔ هفت سری کتاب حضور داشته است. لوئیس معمولاً بر کلمه شیر برای اشاره به اصلان تکیه می‌کند زیرا او نشان دهنده عیسی مسیح است. اصلان در ترکی به معنی شیر است.
اصلان نشان‌دهندهٔ یک شیر سخنگو، پادشاه حیوانات، پسر فرمانروای آن سوی دریا و یک سلطان جادویی است (هم دنیوی و هم معنوی) همچنین اصلان راهنمایی نجیب، مهربان و دلسوز برای کودکان انسان، کسانی که مراقب و محافظ سرزمین نارنیا هستند، است. نویسنده کلایو استیپلز لوئیس شرح داده‌است که اصلان جایگزین مسیح در نسخه این همان چیزی است که ممکن است در یک کلمه فانتزی ظاهر شود.
تمام طول سریال اظهار داشت که اصلان یک شیر اهلی نیست. از آنجا که او طبیعت ملایم و دوست داشتی دارد اما در عین حال قوی و توانایی خطرناک شدن را هم دارد. با این وجود اصلان پیروان زیادی هم داشت که شامل انسان‌ها، جانوران سخنگو، موجودات اساطیری مانند: قنتورها، فائون‌ها، دریاد‌ها، دورف‌ها، غول‌ها، ساتیر‌ها، نیاد‌ها، پگاسوس‌ها، پریان دریایی تک‌شاخ‌ها می‌شود.
غرش اصلان افسانه ای است. 
در نارنیا و کشور اصلان. اصلان هیچ وقت نمی‌میرد همچنین در دنیای واقعی اصلان از بستگان پیتر و سوزان و لوسی و ادموند است. 